# Walter Schmid (Komponist, 1906)
Walter Schmid (* 30. Juni 1906 in Flawil; † 23. August 1983 in St. Gallen) war ein Schweizer Komponist, Chordirigent und Lehrer. Kinder im Singen fördernd, war er auch Kunsterzieher. Er ist vor allem bekannt als Komponist des St. Galler Lieds, einer Regionalhymne der Ostschweiz, die er 1953 zu einem Text von Sales Huber komponierte. Seine Werke sind bei Hug Musikverlage veröffentlicht worden.

## Leben
Walter Schmid war der Sohn von Johann August Schmid und der Gertrud geborene Hanselmann. Der Vater war Lehrer, der das Kind im Klavierspiel unterrichtete. Die Mutter pflegte mit ihm den Gesang. In der Ausbildung am Lehrerseminar von Rorschach begleitete den Schulchor am Klavier, und bald dirigierte er das Schülerorchester. Als er 1926 diese Schule abgeschlossen hatte, wurde er Lehrer in Stein im Toggenburg. In diesem Bergdörfchen leitete er die evangelische Gesamtschule mit 68 Schülern, und er versah den Organistendienst in der Kirche. Im Besuch von Singwochen beim Liederkomponisten Adolf Seifert und beim deutschen Musikwissenschaftler Konrad Ameln entwickelte er sich weiter. Ab 1931 war Walter Schmid Lehrer in Walenstadt. In dieser Zeit begann er, selber Lieder zu schreiben. Es handelte sich dabei um einfache Psalmvertonungen mit Orgelbegleitung, und für den Schulunterricht verfasste er Liederheftchen, die bald auch in andern Schulstuben Eingang fanden. In der Musik-Akademie Zürich bildete sich Walter Schmid in Harmonie- und Formenlehre weiter. Während der Zeit des Zweiten Weltkriegs entstanden Soldatenlieder. Die Gränzwacht wurde im Wettbewerb des Schweizerischen Rundspruchdienstes mit dem ersten Preis ausgezeichnet. 1970 erhielt Schmid den Anerkennungspreis der Stadt St. Gallen.

## Chorleitungen
- Kirchenchor und Männerchor von Stein
- Kirchenchor und Männerchor von Walenstadt
- Stabschor des Infanterie-Regiments 33
- Männerchor St.Gallen-Ost (Vizedirigat unter Paul Huber)
- Frauenchor Harmonie West, St.Gallen (wo auch seine Frau Gertrud mitsang)
- Männerchor Eintracht Bruggen, St.Gallen